# Just Dance Kids
Pour les articles homonymes, voir Just Dance.
Just Dance Kids est un jeu vidéo pour Wii développé par le studio japonais Land Ho!, et fait partie de la franchise Just Dance d'Ubisoft. Just Dance Kids est un jeu musical basé sur la danse qui met l'accent sur les chansons populaires auprès des enfants. Le jeu est sorti le 9 novembre 2010 en Amérique du Nord, le 3 février 2011 en Australie et le 4 février 2011 en Europe.

## Système de jeu
Le jeu est identique aux autres jeux de la franchise Just Dance.

## Liste des titres
Le jeu contient 42 chansons.
| Titre                                            | Artiste                                  | Année |
| ------------------------------------------------ | ---------------------------------------- | ----- |
| "ABC"                                            | The Jackson 5                            | 1970  |
| "All Star"                                       | Smash Mouth                              | 1999  |
| "Alphabet Song"                                  | The Just Dance Kids                      | 2003  |
| "When Johnny Comes Marching Home"                | The Just Dance Kids                      | 1990  |
| "Beautiful Life"                                 | Ace of Base                              | 1995  |
| "Bingo"                                          | The Just Dance Kids                      | 1929  |
| "Can You (Point Your Fingers And Do the Twist?)" | The Wiggles                              | 1995  |
| "Celebration"                                    | Kool and the Gang                        | 1980  |
| "Chicken Dance"                                  | The Just Dance Kids                      | 1950  |
| "Funkytown"                                      | Lipps Inc.                               | 1980  |
| "Get The Sillies Out"                            | Yo Gabba Gabba!                          | 2008  |
| "Gonna Make You Sweat (Everybody Dance Now)"     | C+C Music Factory feat. Freedom Williams | 1990  |
| "Hamster Dance"                                  | Hampton the Hampster                     | 2000  |
| "Happy Birthday to You"                          | The Just Dance Kids                      | 1893  |
| "Haven't Met You Yet"                            | Michael Bublé                            | 2009  |
| "Here We Go Again"                               | Demi Lovato                              | 2009  |
| "Holiday"                                        | Madonna                                  | 1983  |
| "Hot, Hot, Hot"                                  | Buster Poindexter                        | 1987  |
| "Hot Potato"                                     | The Wiggles                              | 1994  |
| "I Like To Dance"                                | Yo Gabba Gabba!                          | 2008  |
| "I Wanna B With U"                               | Fun Factory                              | 1995  |
| "If You're Happy and You Know It"                | The Just Dance Kids                      | 1900  |
| "I've Been Working on The Railroad"              | The Just Dance Kids                      | 1894  |
| "Jungle Boogie"                                  | Kool and the Gang                        | 1973  |
| "Kids in America"                                | Kim Wilde                                | 1981  |
| "Kung Fu Fighting"                               | Carl Douglas                             | 1974  |
| "Macarena"                                       | Los del Río                              | 1996  |
| "Magic"                                          | Pilot                                    | 1974  |
| "Mickey"                                         | Toni Basil                               | 1982  |
| "MMMBop"                                         | Hanson                                   | 1997  |
| "The Monkey Dance"                               | The Wiggles                              | 1994  |
| "Naturally"                                      | Selena Gomez and the Scene               | 2009  |
| "Old MacDonald Had a Farm"                       | The Just Dance Kids                      | 1917  |
| "One Time"                                       | Justin Bieber                            | 2009  |
| "Party in My Tummy"                              | Yo Gabba Gabba!                          | 2008  |
| "Pop Goes the Weasel"                            | The Just Dance Kids                      | 1994  |
| "Shake It"                                       | Metro Station                            | 2008  |
| "Surfin’ U.S.A."                                 | The Beach Boys                           | 1963  |
| "Wheels on the Bus"                              | The Just Dance Kids                      | 1898  |
| "When The Saints Go Marching In"                 | James Milton Black                       | 1896  |
| "Who Let the Dogs Out?"                          | Baha Men                                 | 2000  |
| "Y.M.C.A."                                       | Village People                           | 1978  |